# Korsnäs (prästgård)

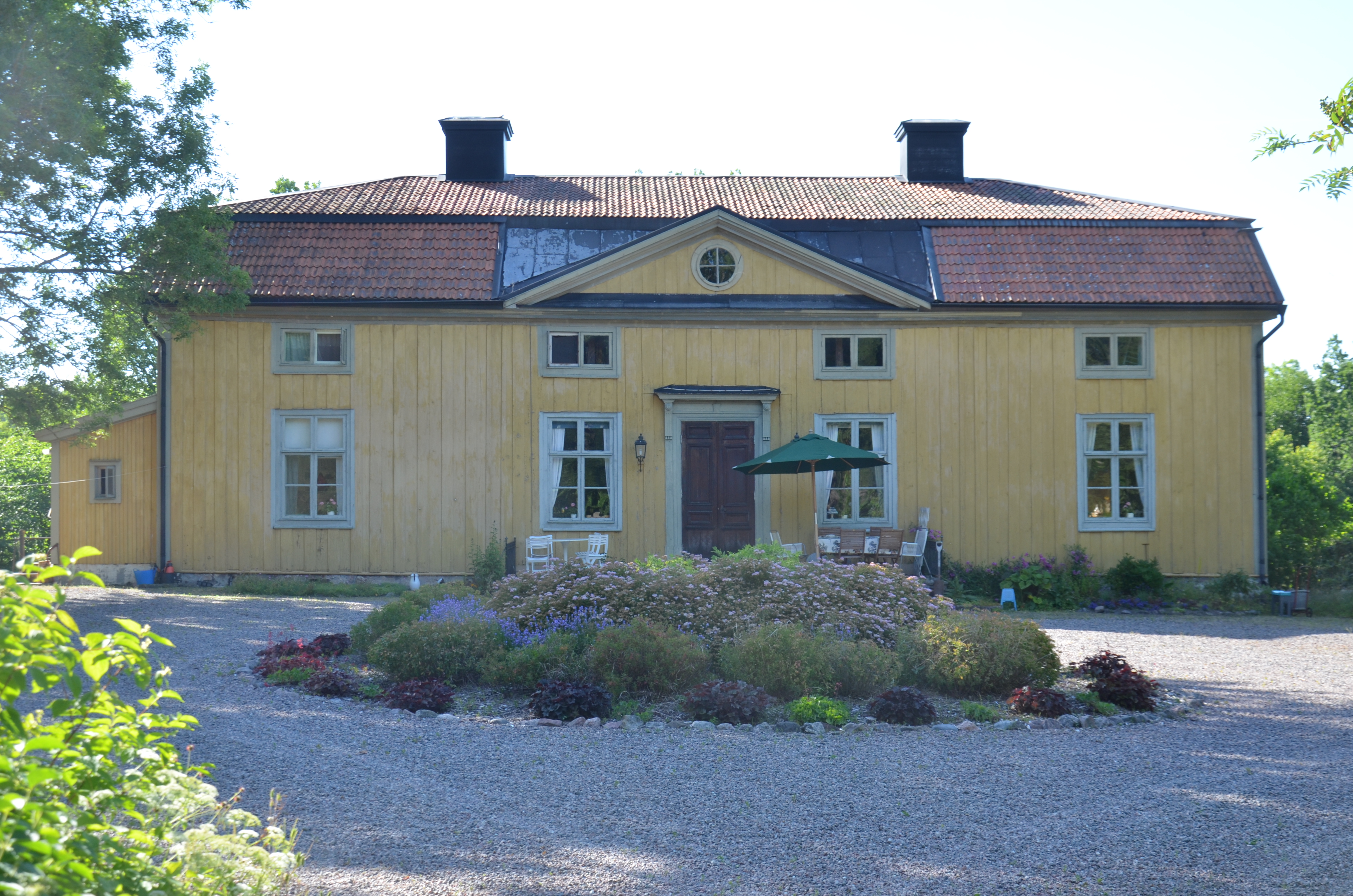
Manbyggnaden.

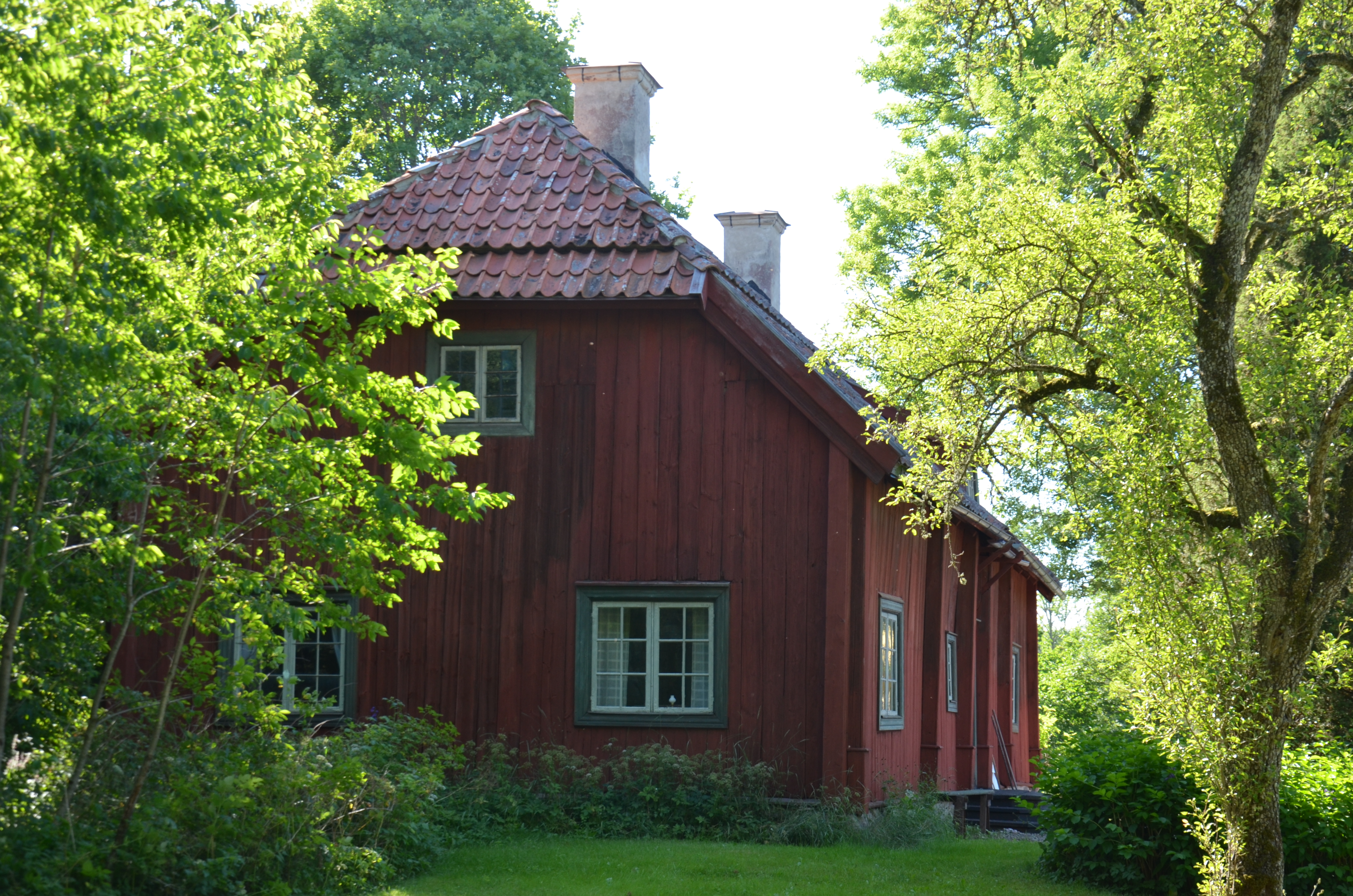
Gårdsflygeln.

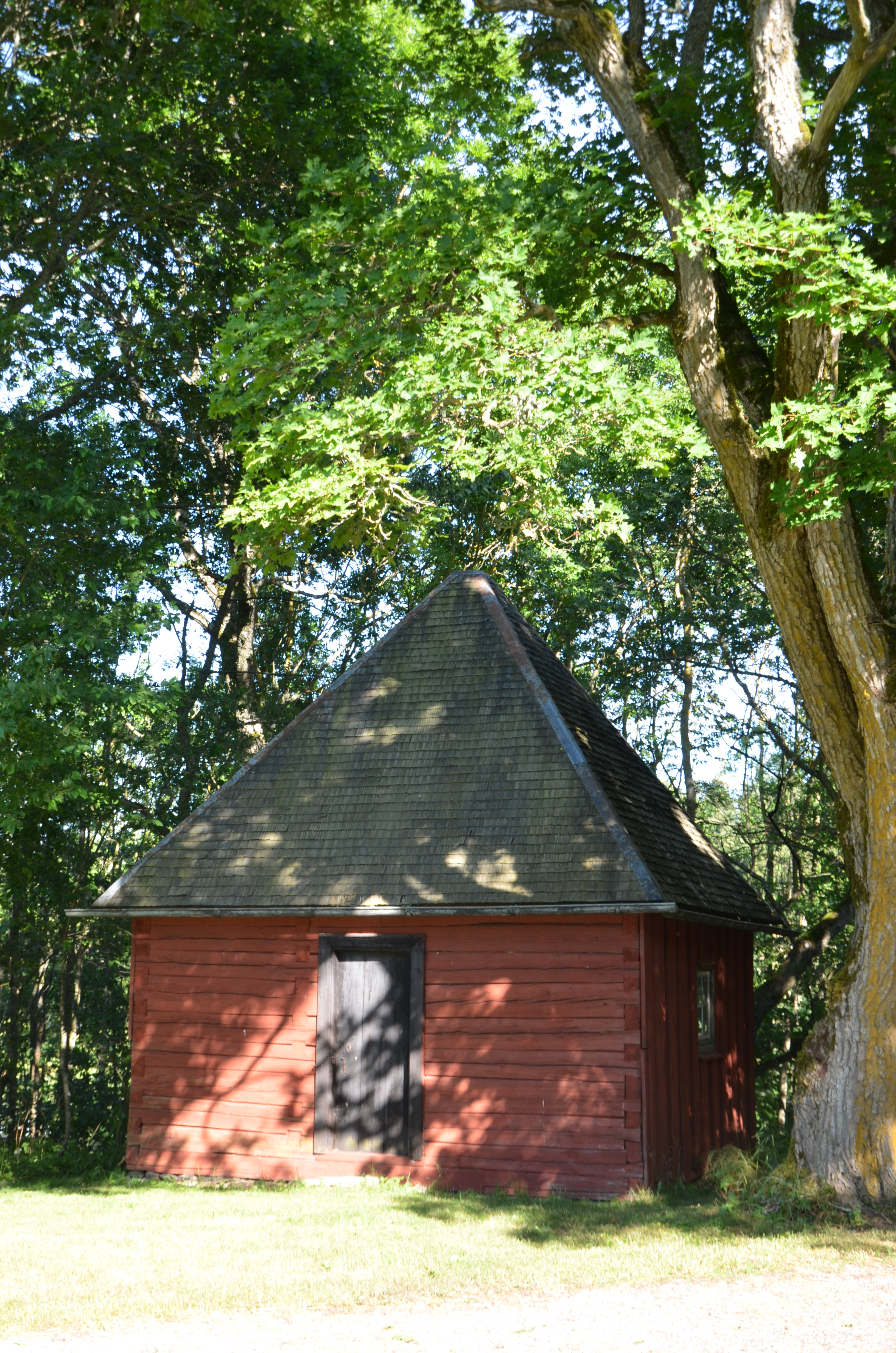
En av två mindre flygelbyggnader.

Korsnäs, Sankt Annas gamla prästgård, är en kulturminnesskyddad grupp byggnader i Söderköpings kommun.
Korsnäs ligger söder om Gropviken, på andra sidan av viken från Sankt Annas kyrka sett. I anläggningen ingår manbyggnad, det äldre bostadshuset som nu är en flygel, två små timrade flyglar med pramidtak, av vilka den ena är en dränkammare och den andra avträde, samt en åttkantig vedbod vid uppfarten.
Manbyggnaden är uppförd efter en ritning från 1805, men en prästgård i Korsnäs har sannolikt funnits redan från 1547. Det äldre bostadshuset vid gårdsplanen, i timmer i karolinsk stil, uppfördes 1745.